# Manuel Göttsching
Manuel Göttsching (n. 9 septembrie 1952, Berlinul Occidental, Germania sub ocupație aliată – d. 4 decembrie 2022, Berlin, Germania) a fost un muzician, chitarist și compozitor german.

## Discografie
- Inventions for Electric Guitar (1974)
- New Age of Earth (1976 - creditat ca Ashra)
- Blackouts (1977 - Ashra)
- E2-E4 (1984)
- Dream & Desire (1991)
- Concert for Murnau (2005)
- Die Mulde (2005)
- Live at Mt. Fuji (2007)